# الیمپوس ئی-۵۲۰
الیمپوس ئی-۵۲۰ (به انگلیسی: Olympus E-520) یک دوربین عکاسی ساخت شرکت الیمپوس است.